# Liste der Monuments historiques in Villebichot
Die Liste der Monuments historiques in Villebichot führt die Monuments historiques in der französischen Gemeinde Villebichot auf.

## Liste der Immobilien
| Bezeichnung                       | Beschreibung            | Standort               | Kennzeichnung | Schutzstatus | Datum | Bild           |
| --------------------------------- | ----------------------- | ---------------------- | ------------- | ------------ | ----- | -------------- |
| Kirche Notre-Dame-de-l’Assomption | aus dem 12. Jahrhundert | Rue de l’Eglise (Lage) | PA00112724    | Inscrit      | 1927  | weitere Bilder |

## Liste der Objekte
| Bezeichnung               | Beschreibung                               | Standort                                        | Kennzeichnung | Schutzstatus | Datum | Bild |
| ------------------------- | ------------------------------------------ | ----------------------------------------------- | ------------- | ------------ | ----- | ---- |
| Zwei Glocken              | Bronze, beide 1780 gegossen                | in der Kirche Notre-Dame-de-l’Assomption (Lage) | PM21002523    | Classé       | 1908  |      |
| Skulptur Madonna mit Kind | Kalkstein, farbig gefasst, 15. Jahrhundert | in der Kirche Notre-Dame-de-l’Assomption (Lage) | PM21002524    | Classé       | 1912  |      |
| Glocke                    | Bronze, 1782 gegossen                      | in der Kirche Notre-Dame-de-l’Assomption (Lage) | PM21002525    | Classé       | 1914  |      |